# All the Love in the World (Dionne Warwick)
All the Love in the World è una canzone pop incisa da Dionne Warwick nel 1982 e facente parte dell'album Heartbreaker Autori del brano sono i tre Bee Gees Barry Gibb, Maurice Gibb e Robin Gibb.
Il singolo fu pubblicato su etichetta Arista Records e fu prodotto da Barry Gibb, Karl Richardson e Alphy Galuten.
Il brano è presente in varie "Greatest Hits" della Warwick.

## Testo
Il testo esprime un sentimento d'amore talmente forte verso il proprio compagno/la propria compagna, che nemmeno "tutto l'amore del mondo" (all the love in the world) potrà allontanare l'uno dall'altro/a.

## Tracce

### 45 giri (1982)[2][5]
- All the Love in the World 3:25
- It Makes No Difference 4:26

### 45 giri (1983)[2]
- All the Love in the World 3:25
- You Are My Love 3:50

## Classifiche
| Classifica    | Posizione massima | Nr. di settimane |
| ------------- | ----------------- | ---------------- |
| Belgio        | 7                 | 9                |
| Germania      | 50                | 6                |
| Nuova Zelanda | 23                | 10               |
| Paesi Bassi   | 11                | 8                |
| Regno Unito   | 10                | 10               |

## Cover
- Una cover del brano è stata incisa nel 1985 da The Studio London Orchestra & Singers[3]